# Bosquerola diademada
La bosquerola diademada (Myiothlypis coronata) és un ocell de la família dels parúlids (Parulidae).

## Hàbitat i distribució
Habita el sotabosc de la selva pluvial i vegetació secundària dels Andes de Colòmbia i sud-oest de Veneçuela cap al sud fins l'oest de l'Equador, Perú i oest de Bolívia. Nord, sud-oest, centre i est de l'Equador i nord-oest del Perú.